# 탄금호

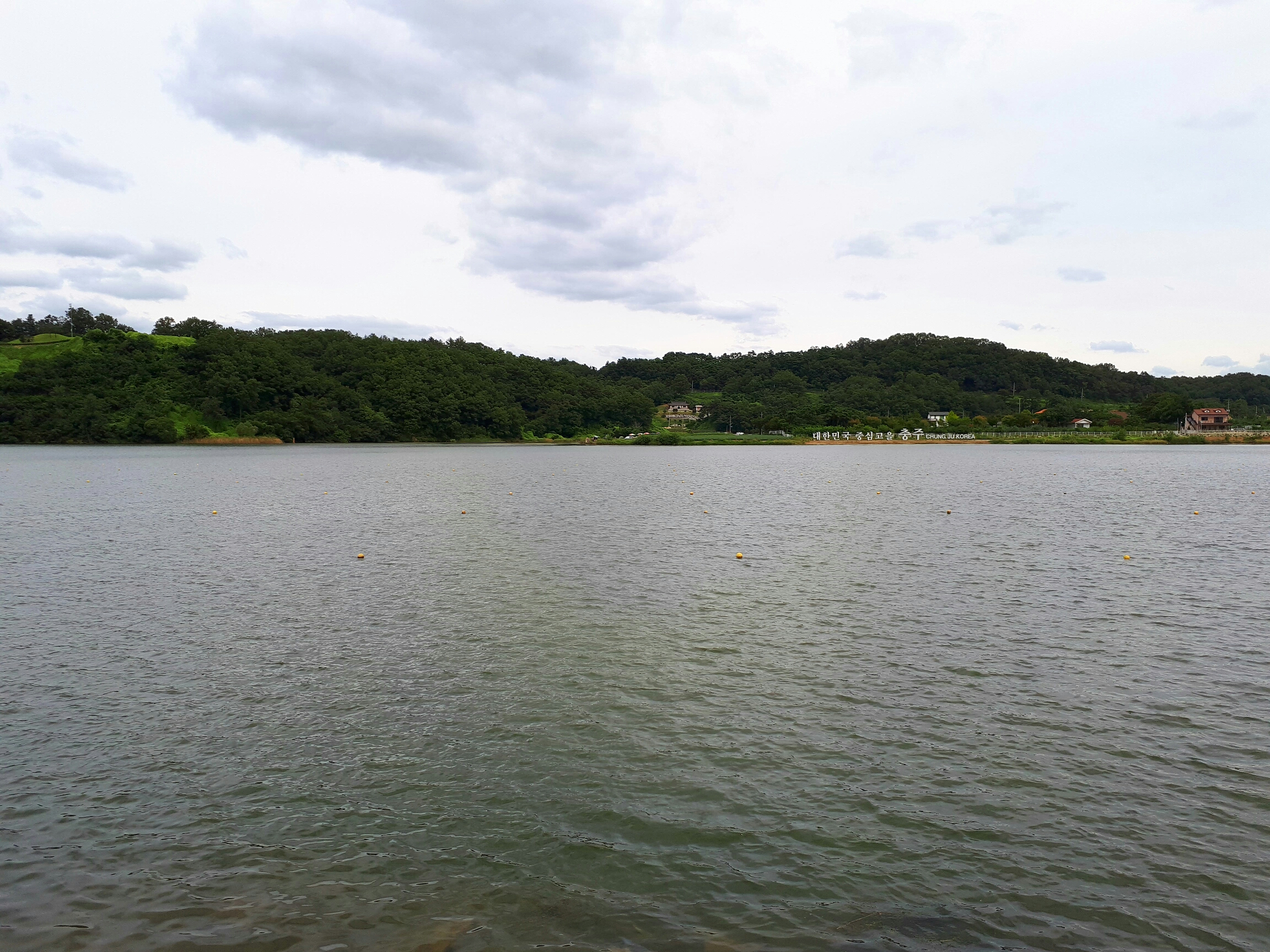
탄금호

탄금호(彈琴湖)는 대한민국 충청북도 충주시 가금면과 금가면에 걸쳐 있는 인공 호수이다. 신라의 악성 우륵이 가야금을 연주한 장소라고 하여 명명되었다. 2013년 세계 조정 선수권 대회가 열렸다.

## 같이 보기
- 탄금호국제조정경기장